# Centronycteris
Centronycteris (Gray, 1838) è un genere di pipistrelli della famiglia degli Emballonuridi.

## Descrizione

### Dimensioni
Al genere Centronycteris appartengono pipistrelli di piccole dimensioni, con lunghezza della testa e del corpo tra 50 e 62 mm, la lunghezza dell'avambraccio tra 43 e 49 mm, la lunghezza della coda tra 18 e 23 mm e un peso fino a 9 g.

### Caratteristiche craniche e dentarie
Il cranio presente una scatola cranica allo stesso livello del rostro. Il processo post-orbitale è relativamente corto, mentre la cresta sagittale è poco pronunciata. Il primo premolare superiore è tricuspidato.
Sono caratterizzati dalla seguente formula dentaria:

### Aspetto
La pelliccia è lunga e soffice. Il colore delle parti dorsali varia dal bruno-giallastro al fulvo, mentre le parti inferiori sono più chiare. L'uropatagio è solitamente ricoperto di peli rossastri. È privo delle caratteristiche sacche alari tra l'avambraccio e il quinto metacarpo, presenti nella maggior parte delle specie della famiglia. Le membrane alari sono attaccate posteriormente alla base delle dita dei piedi. La coda, come negli altri membri della famiglia, fuoriesce dall'uropatagio circa a metà della sua lunghezza, per poi divenire libera e visibile dorsalmente.

## Distribuzione
Il genere è diffuso in America Centrale e meridionale.

## Tassonomia
Il genere comprende 2 specie.
- Centronycteris centralis
- Centronycteris maximiliani